# U-1224
U-1224 – okręt podwodny typu IXC/40 zbudowany dla Kriegsmarine podczas II wojny światowej. Został zbudowany przez zakłady Deutsche Werft z Hamburga i był używany jako okręt szkoleniowy dla japońskich marynarzy. Przekazany Japonii 15 lutego 1944 r, służył w Cesarskiej Marynarce Wojennej Japonii jako Ro-501. Zatonął 13 maja 1944 roku.

## Konstrukcja
Niemieckie okręty podwodne typu IXC/40 były nieco większe niż ich poprzednicy, okręty typu IXC. U-1224 miał wyporność 1144 ton na powierzchni i 1257 ton w zanurzeniu. Okręt miał 76,76 m długości całkowitej, 58,75 m długości kadłuba ciśnieniowego, szerokość 6,86 m, wysokość 9,60 m i zanurzenie 4,67 m. Napędzany był dwoma czterosuwowymi, dziewięciocylindrowymi silnikami wysokoprężnymi MAN M 9 V 40/46 ze sprężarką doładowującą, wytwarzającymi łącznie 4400 KM do użytku na powierzchni oraz dwoma silnikami elektrycznymi o działaniu dwustronnym Siemens-Schuckert 2 GU 345/34 wytwarzających łącznie 1010 KM (1000 shp) do użytku w zanurzeniu. Posiadał dwa wały i dwie śruby o średnicy 1,92 m. Był w stanie operować w zanurzeniu do 230 m.
Okręt osiągał maksymalną prędkość 18,3 węzła na powierzchni i 7,3 węzła w zanurzeniu. W zanurzeniu jednostka miała zasięg 63 Mm przy prędkości 4 węzłów, natomiast na powierzchni miała zasięg 13 850 Mm przy prędkości 10 węzłów. U-1224 wyposażony był w sześć wyrzutni torpedowych kal. 533 mm (cztery zamontowane na dziobie i dwie na rufie) z zapasem 22 torped, jedno działo morskie SK C/32 kal. 105 mm z zapasem 180 pocisków, jedno działo przeciwlotnicze Flak M42 kal. 37 mm oraz dwa podwójne działka przeciwlotnicze C/30 kal. 20 mm. Załoga składała się z czterdziestu ośmiu marynarzy.

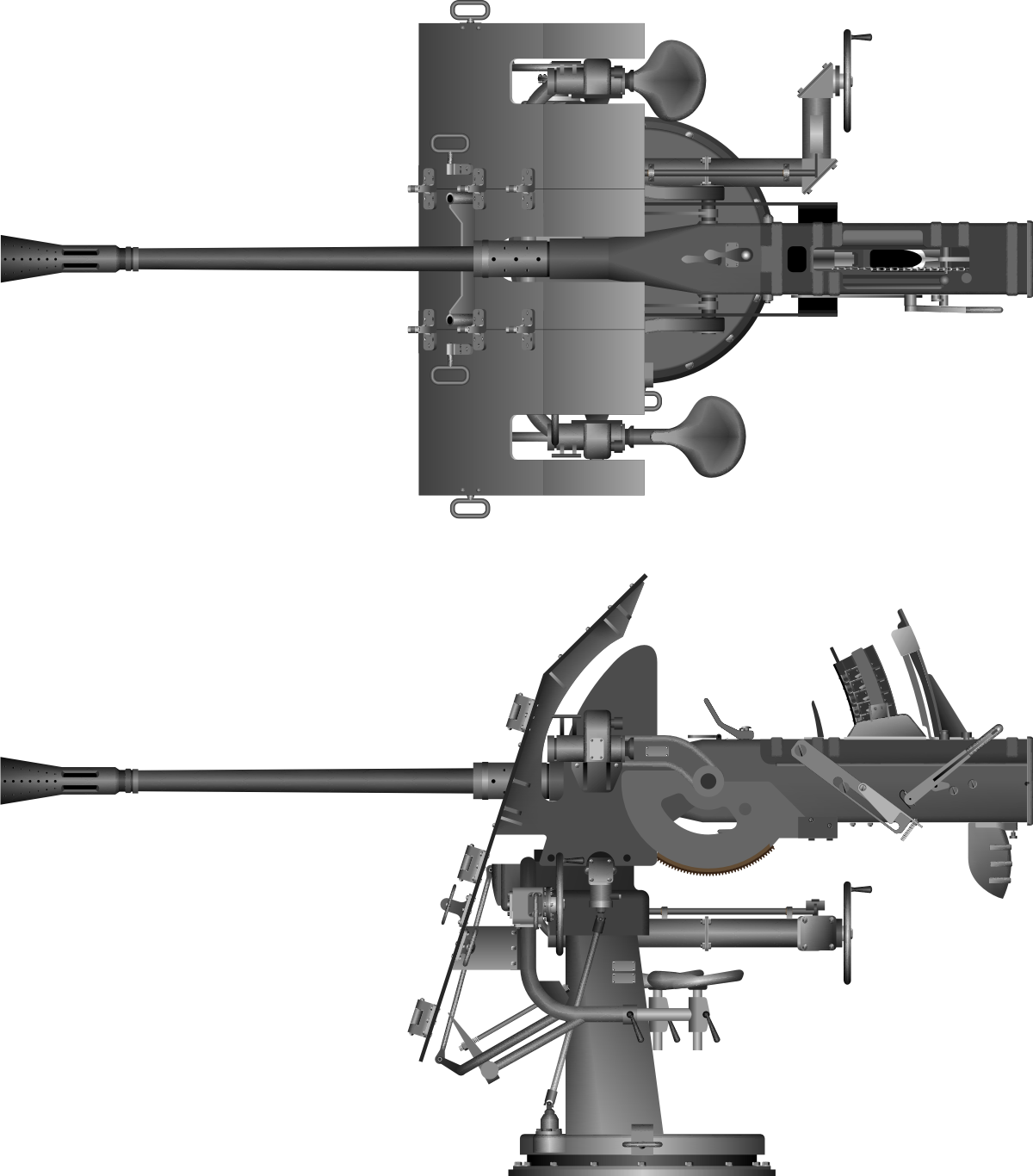
Pojedyncze działo Flak M42U kal. 37 mm na stanowisku typu LM 42U

## Służba

### Kriegsmarine
Stępkę pod okręt położono 30 listopada 1942 roku w stoczni Blohm & Voss w Hamburgu. Wejście do służby odbyło się 20 października 1943 roku.
U-1224 służył jako statek szkoleniowy dla japońskich marynarzy i był zaangażowany w działania związane z transferem technologicznym. Japońscy marynarze szkoleni na okręcie przybyli do Niemiec w ramach misji Yanagi. Niewielka załoga marynarzy Kriegsmarine przeszkoliła na Bałtyku 48 Japończyków w okresie od października 1943 do lutego 1944 roku.

### Cesarska Marynarka Wojenna Japonii
Po trzymiesięcznym szkoleniu załogi, U-1224 został przekazany Cesarskiej Marynarce Wojennej Japonii, gdzie wszedł do służby jako „Ro-501”. Kmdr ppor. Norita Sadatoshi został dowódcą okrętu i otrzymał zadanie przewiezienia ładunku materiałów wojennych, planów i innych tajnych ładunków z Kilonii w Niemczech do Penang w Malezji. Misja jednak nigdy nie została ukończona.

### Transfer technologiczny
Niemcy i Japonię dzieliła duża odległość, a dodatkowo w 1944 r. oba państwa były coraz bardziej odcięte od siebie. Chociaż nie były one w stanie wysłać znaczących posiłków ani uzbrojenia przez terytoria kontrolowane przez aliantów, to mogły wykorzystywać okręty podwodne do wymiany informacji wywiadowczych i planów uzbrojenia. W latach 1942–1944 około 35 okrętów podwodnych próbowało przedostać się z Europy na Daleki Wschód, a co najmniej 11 z Dalekiego Wschodu do Europy.
Podczas podróży z Niemiec do Malezji „Ro-501” przewoził metale szlachetne, nieoszlifowane szkło optyczne, modele i plany niezbędne do budowy okrętu podwodnego typu IX, a także silniki i plany myśliwca rakietowego Messerschmitt Me 163 „Komet”. Spodziewano się również, że wyszkoleni japońscy marynarze przekażą swoją wiedzę.

### Zatonięcie
Planowana trasa do Penang miała poprowadzić „Ro-501” przez środek Oceanu Atlantyckiego na zachód od Azorów i Wysp Zielonego Przylądka, a następnie dookoła Przylądka Dobrej Nadziei. Na Oceanie Indyjskim okręt miał spotkać się z I-8, aby zatankować przed dalszą częścią podróży . 11 maja 1944 roku kmdr ppor. Norita nadał przez radio zakodowany sygnał, że dwa dni wcześniej „Ro-501” osiągnął współrzędne 30°00′00″N 37°00′00″W/30,000000 -37,000000 i od tamtej pory jest ścigany . Transmisja ta została wykryta przez amerykańskie okręty z Task Group 22.2 za pomocą sprzętu do namierzania sygnałów o wysokiej częstotliwości („Huff-Duff”), co umożliwiło im określenie lokalizacji łodzi podwodnej. TG 22.2 składała się z lotniskowca eskortowego USS „Bogue” i pięciu niszczycieli eskortowych, w tym USS „Francis M. Robinson”.
13 maja 1944 r. o godzinie 19:00 „Francis M. Robinson” zgłosił kontakt pod powierzchnią wody. Niszczyciel wystrzelił pełną salwę ze swojego miotającego przed dziób miotacza Hedgehog, po czym zrzucił dodatkowo 5 serii magnetycznych ładunków głębinowych. Zarejestrowano cztery podwodne eksplozje. Wszystkie 56 osoby na pokładzie „Ro-501” zginęły, w tym niemiecki operator radaru, niemiecki pilot i czterech oficerów japońskiej marynarki będących pasażerami.
Ostateczne miejsce spoczynku U-1224 / „Ro-501” znajduje się 500 Mm na zachodni północny zachód od Wysp Zielonego Przylądka na współrzędnych 18°07′59″N 33°12′59″W/18,133056 -33,216389, na głębokości 880 m. Jest to zaledwie kilka mil od miejsca, w którym USS „Buckley” zatopił U-66.